# Yoo Ki-hong
Yoo Ki-hong (* 24. März 1988) ist ein ehemaliger südkoreanischer Radrennfahrer.
Bei der Tour de Korea entschied er 2009, 2010 und 2011 jeweils eine Etappe für sich. Im Jahr 2009 wurde er außerdem Siebter in der Gesamtwertung. 2012 belegte er im Einzelzeitfahren der Asiatischen Straßenmeisterschaften Platz zwölf.

## Erfolge
2009
- eine Etappe Tour de Korea

2010
- eine Etappe Tour de Korea

2011
- eine Etappe Tour de Korea